# Georgios Georgiadis
Georgios Charalambous Georgiadis (griechisch Γιώργος Γεωργιάδης του Χαραλάμπους, * 8. März 1972 in Krinides, bei Kavala, Griechenland) ist ein ehemaliger griechischer Fußballspieler.

## Laufbahn

### Vereinskarriere
Georgios Georgiadis begann seine Profikarriere 1990 bei dem in Makedonien ansässigen nordgriechischen Traditionsverein Doxa Drama, wo er bis Januar 1993 unter Vertrag stand und auf insgesamt 77 Spiele und 17 Tore kam. Seine nächste Station war Panathinaikos Athen. Beim Athener Verein spielte sich Georgiadis bereits von seiner ersten Saison in die Stammformation und debütierte 1993 erstmals in den europäischen Pokalwettbewerben. Bei Panathinaikos gewann Georgiadis, der auf 176 Erstligaeinsätze kam und dabei 60 Tore erzielte, zwei griechische Meisterschaften (1995, 1996) sowie dreimal den Pokal. 1996 schaffte er es mit Panathinaikos sogar bis ins Halbfinale der UEFA Champions League, wo man allerdings an Ajax Amsterdam scheiterte.
1998 wechselte Georgiadis zu Newcastle United in die englische Premier League, kehrte jedoch nur ein Jahr später wieder nach Griechenland zurück. 1999 unterschrieb Georgiadis einen Vertrag bei PAOK Thessaloniki, wo er in den folgenden Jahren zweimal den Pokal gewinnen konnte (2001, 2003) und auf 105 Einsätze sowie 42 Tore kam. 2003 wechselte er zu Olympiakos Piräus. Bei seinem neuen Verein konnte er das griechische Double gewinnen (2005) und leistete 44 Spiele und 9 Tore bei. Im Januar 2007 kehrte Georgiadis, nach einer Station bei Iraklis Thessaloniki, wieder zu PAOK zurück, wo er im Sommer 2008 seine Karriere beendete.

### Nationalmannschaft
Georgios Georgiadis, der im rechten offensiven Mittelfeld agiert, war über Jahre ein fester Bestandteil der griechischen Nationalmannschaft und gewann mit dieser unter Otto Rehhagel die Europameisterschaft 2004 in Portugal.

### Trainerkarriere
Nach seiner aktiven Karriere trainierte Georgiadis zunächst die griechische U-19- (2009–2010) sowie die griechische U-21-Nationalmannschaft (2010–2012). Im Anschluss daran arbeitete er bei seinem vorherigen Verein PAOK Thessaloniki, zunächst als Sportdirektor (2012–2012), später als Co-Trainer unter Huub Stevens (2013–2014). Seitdem fungierte er auch immer wieder als Interimstrainer (2013, 2014, 2015, 2015/16, 2016/17).

## Erfolge
- Griechischer Meister (3): 1994/95, 1995/96, 2004/05
- Griechischer Pokalsieger (6): 1993, 1994, 1995, 2001, 2003, 2005
- Europameister: 2004 (Kein Einsatz)